# Сарайбурну
Сарайбурну́ (Сарай, тур. Sarayburnu — дворцовый мыс); в английской литературе известен как Сера́льо (итал. Seraglio) — мыс, разделяющий залив Золотой Рог и Мраморное море в Стамбуле, Турция. На нём располагаются знаменитые дворец Топкапы и парк Гюльхане. Сарайбурну расположен в исторической части Стамбула и включён в список Всемирного наследия ЮНЕСКО в 1985 году.

## История
Первое поселение на территории современного мыса Сарайбурну возникло около 6600 года до н. э. и относится к эпохе неолита. Просуществовав около тысячи лет, оно было смыто вследствие повышения уровня моря; вполне возможно, что поселенцы переместились вглубь континента. Найденные в ходе раскопок на мысе предметы имели много общего с находками, обнаруженными в других районах северо-западной Турции.
Другое поселение на Сарайбурну, называвшееся Лигос (греч. Λυγός), было основано фракийскими племенами между XIII и XI веками до н. э., как и соседняя Семистра, упоминающаяся в записях у Плиния Старшего. Сегодня о Лигосе напоминают лишь несколько стен и остатки фундаментов, которые сохранились рядом с современным дворцом Топкапы, построенным в XV веке османскими султанами.
В 667 году до н. э. греческие переселенцы из Мегар (город недалеко от Афин) во главе со своим царём Византом основали здесь город Византий. На месте современного дворца Топкапы ими был построен акрополь. Ещё раньше, в 680 году до н. э. мегарейцы основали анатолийском берегу Босфора город Халкедон (современный район Кадыкёй).
Однако, как оказалось, поселение на этом месте существовало задолго до греков. Найденные здесь остатки финикийского порта относятся к медному веку (предметы из кургана Фикитерпе датируются 5500-3500 годами до н. э.).
В период античности в районе мыса Сарайбурну существовали две природные гавани — Боспорион (Просфорион) и Неорион — врезавшиеся в береговую линию Золотого Рога (сейчас это территория Сиркеджи в районе Эминёню), благодаря которым мыс был более заметным. Со временем мыс стал местом стыка двух городских (морских) стен, отделявших город от моря. Во времена Византийской империи мыс называли Айос Димитриос (греч. Άγιος Δημήτριος — Святой Димитрий).
В 1871 году, в ходе строительства железной дороги городские стены на мысе Сарайбурну были частично снесены, однако в некоторых местах они до сих пор остаются нетронутыми — особенно вблизи дворца Топкапы.